# Pellecussenpoort

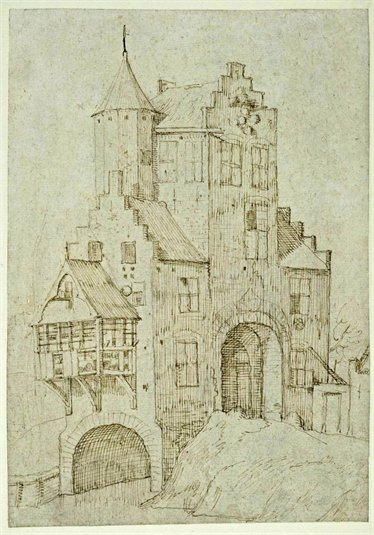
De Pellecussenpoort omstreeks 1585 (anonieme tekenaar).

De Pellecussenpoort was een poortgebouw bij de Nederlandse stad Utrecht.
Ze werd uiterlijk in 1400 gebouwd aan de noordzijde van de stad in de stadsvrijheid, op de plek waar in de moderne tijd de Schermerhornstraat uitmondt in de Lauwerecht. De weg langs de oostelijke oever van de rivier de Vecht liep door het gebouw en een waterloop mondde eronder uit in deze rivier. Vanuit het gebouw kon de toegang over het water en over land bewaakt worden. Het bouwwerk ontleende zijn naam aan de middeleeuwse familie Pellecussen die grote invloed in Utrecht had.
In de 17e eeuw gebruikte Jan van Goyen meermaals de Pellecussenpoort als onderwerp in zijn schilderijen. Anderen die het bouwwerk afbeeldden waren onder meer Abraham Rademaker, Salomon van Ruysdael, Herman Saftleven en Louis Philippus Serrurier.
In het Rampjaar (1672) vernielden Franse troepen de Pellecussenpoort. De overgebleven ruïne werd in 1717 vrijwel geheel gesloopt. Resterende delen bevinden zich vandaag de dag in de Pellecussenbrug.

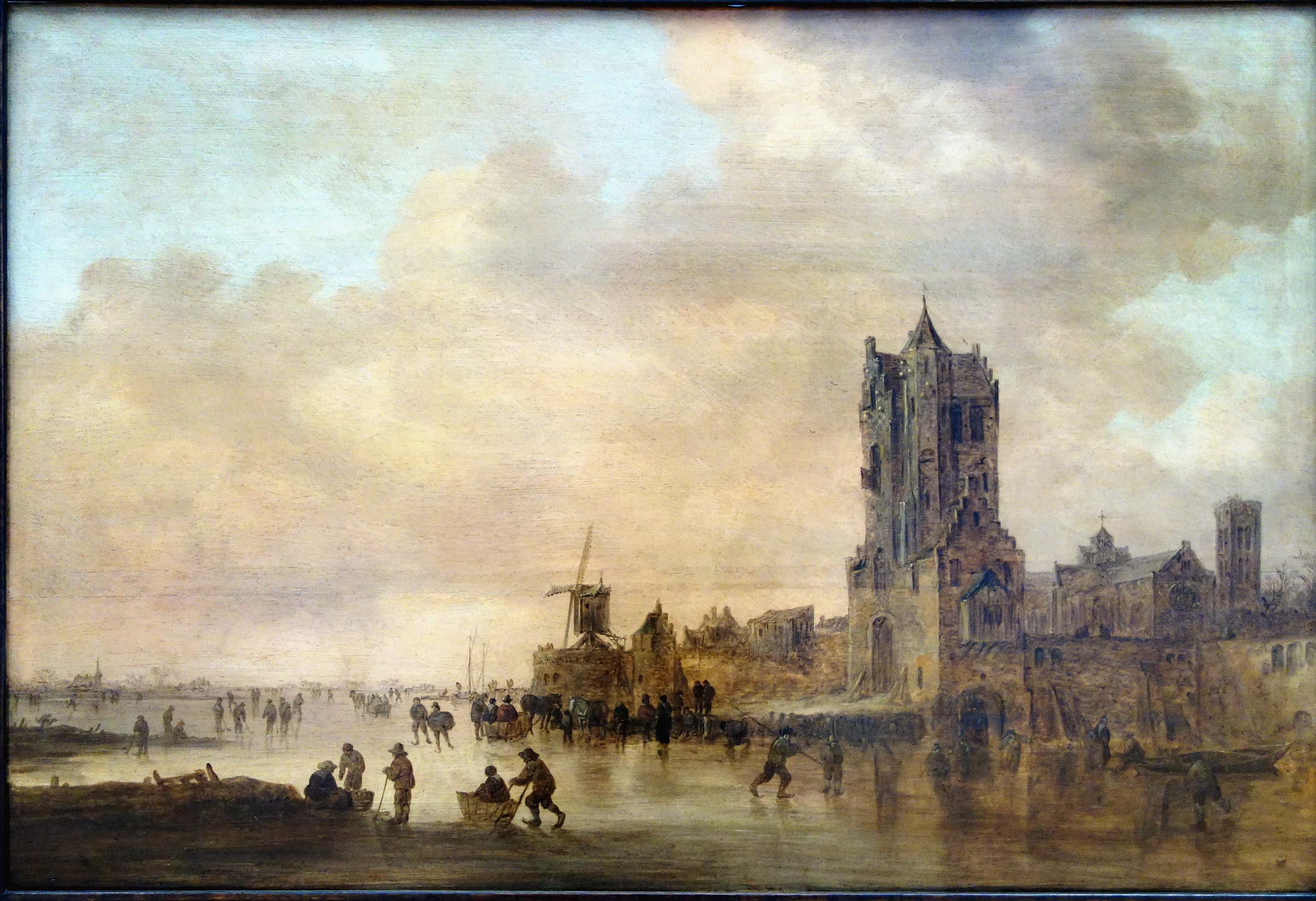
Schilderij van Jan van Goyen met de Pellecussenpoort